# Gaudapada
Gauḍapāda (sanskrt: गौडपाद, imenovan tudi Gauḍapādācārya - učitelj Gauḍapādā, Gauḍācārya - učitelj Gaude, Gauḍācarana, Gauḍā in Gauḍāh), indijski filozof in učenjak iz 6. stoletja.
Velja za enega zgodnjih filozofov Vedānte, šole hindujske filozofije. Medtem ko podrobnosti njegovega življenja ostajajo neznane, je jasen vpliv njegovih idej na Adija Šankaro (8. stol. n. št.), kasnejšega utemeljitelja Advaite Vedānte. Šankara je Gaudapado v svojih delih imenoval tudi 'paramaguru' ('veliki učitelj’). Njegova razprava z naslovom Kārikā (poznana tudi pod naslovi Māṇḍukya Kārikā, Āgama Śāstra in Gauḍapāda Kārikā) je najstarejši v celoti ohranjen zapis na temo Advaite Vedānte. Sestoji iz 4 poglavij (imenovanih tudi knjige), pri čemer so imela prva tri velik vpliv na tradicijo Advaite Vedānte. Zadnje s sledmi budistične terminologije kaže tudi na vplive budizma.

## Življenje

### Časovna umestitev
O času življenja Gaudapade ni veliko znanega. Nekatere ocene ga postavljajo v zgodnje 6. stoletje, druge v 7. stoletje n. št. Večina predpostavk izhaja iz poznavanja časa življenja Adija Šankare, čigar učitelj Govinda Bhagavatpada velja za neposrednega učenca Gaudapade. Šankara v nekaterih svojih delih imenuje Gaudapado tudi 'učitelj (njegovega) učitelja', ‘vedānta-sampradāya-vid’ (‘poznavalec tradicije Vedānte’), ‘vṛddha ācārya’ (‘starodavni učitelj’) in ‘paramaguru’ (‘veliki učitelj’). Ob upoštevanju približne življenjske dobe Šankare in Govinde lahko Gaudapado okvirno umestimo v 7. stoletje.
Šankarinih besed ‘učitelj učitelja’ ni mogoče razumeti le dobesedno, zato nekatera predvidevanja Gaudapado umeščajo v zgodnje 6. stoletje n. št. V. Bhattacharya in T. M. P. Mahadevan sta predlagala, da bi bil verjetnejši čas njegovega življenja okoli leta 500. To sta določila predvsem na podlagi budistične literature avtorjev Bhavaviveka, Santaraksita in Kamalasila, ki citirajo Gaudapadino delo Kārikā. Bhavaviveka je bil sodobnik Dharmapala, ki ga kitajski zapisi in opisi potovanj postavljajo v sredino 6. stoletja. Z upoštevanjem Bhavavivekovih citatov in predvidevanjem, da so tako budistični kot kitajski zapisi zanesljivi, je možno zatrditi, da je Gaudapada živel okoli leta 500 ali v zgodnjem 6. stoletju. Na podlagi citatov Santaraksita in tibetanskih virov je mogoče leto 762 postaviti za zgornjo mejo oziroma najkasnejši možni čas njegovega življenja. Gotovo je tudi, da je živel po letu 400, saj v svojih delih citira Nāgārjuna and Asanga, pri čemer slednjega mnogi zapisi postavljajo v 4. stoletje. Veliko strokovnjakov se torej danes strinja, da Gaudapadini zapisi verjetno izvirajo iz 5. ali začetka 6. stoletja.

### Življenjska pot
Tudi o poteku njegovega življenja ni mogoče reči veliko gotovih podrobnosti. Kot pri večini zgodnjih indijskih verskih učiteljev so edini dostopni viri informacij hagiografije in borne reference v drugih delih.
Ānandagiri, glosator in Advaitanec iz 13. stoletja, je v svoji razpravi Tika na začetku zabeležil, da je Gaudapada začel svojo duhovno pot z dolgotrajno meditacijo globoko v Himalajah v Badrikāśrami, kraju, poznanem tudi kot sveto prebivališče božanstva Nara-Narayana. Nara-Narayana naj bi bil zadovoljen s filozofovo vztrajnostjo in mu dovolil postaviti načela Advaite Vedānte. Mnogi verjamejo, da je Gaudapada pred tem prejel napotke s strani legendarnega modreca Śuka. Zatem je zapisal svoje najbolj poznano delo, obravnavo dela Māṇḍūkya Upaniṣad.
Po pričanju drugega Advaitanca Bālakṛṣṇānanda iz 17. stoletja je bil Gaudapada izvorno eden od cenjenih učenjakov naroda Gauḍa, prebivajočega v bližini reke Hīraravati v Kurukshetri (na območju današnje Zahodne Bengalije). V tem primeru je verjetno, da filozofovo ime ‘Gauḍapāda’ izhaja iz njegove narodne ali etnične pripadnosti, pri čemer je bil ‘pāda’ (pogost naziv, ki izraža spoštovanje) imenu dodan kasneje.

## Delo

### Māṇḍukya Kārikā
Največje in najvplivnejše delo, ki ga je Gaudapada v svojem življenju ustvaril, je Māṇḍukya Kārikā (tudi Gauḍapāda Kārikā ter Āgama Śāstra). V njem je obravnaval Māṇḍūkya Upaniṣad, najkrajše delo med vsemi Upaniṣadi (slo: Upanišade). To so krajša filozofska dela, ki kot zaključni del Ved predstavljajo enega izmed najpomembnejših del indijskih filozofij in religij. Māṇḍūkya Upaniṣad je prozno besedilo, v katerem je obravnavan sveti zlog Om, ki v teoriji štirih stopenj zavesti predstavlja Ātmana.
Preko obravnave Māṇḍūkya Upanisade je Gaudapada utemeljeval nazore Advaita Vedānte, spoštovanje pa si je s tem prislužil tudi v nekaterih drugih šolah Vedānte (Vishistadvaita in Dvaita vedānta šole hinduizma). Delo se deli na štiri poglavja (prakarana).

#### 1. Agama-Prakarana (29 verzov)
Naslov prvega poglavja v prevodu pomeni poglavje o svetem besedilu. Obravnava 'osnovo' obstoječega bitja (zavednost) v štirih stopnjah, pri čemer zadnja predstavlja popolno osvoboditev. Buden posameznik izkusi stanje Visva, ki predstavlja vsem znano univerzalno 'realnost', vključujoč zunajtelesne objekte (predmeti, druge osebe ipd.). V stanju spanca posameznik doživlja stanje Taijasa, ki vključuje sanje – le te črpajo navdih tako iz Ātmana (osnova posameznega bitja, duša), kot tudi iz osebnih izkušenj in spominov. Naslednje stanje je Prajna, ki ga posameznik doživi v stanju najglobljega spanca. V tem primeru zavednost ne ustvari sanj na podlagi spominov, posameznik pa izkusi sam center osebnosti – Ātman, ki tokrat ni obkrožen z zunajtelesnimi objekti (kot v stanju Visva) ali internimi objekti (npr. spomini - kot ob stanju Taijasa). Vendar pa ta trenutek za Gaudapado še ne predstavlja stanja popolne osvoboditve (mokṣa). Temu se približa stanje Turiya (v prevodu dobesedno četrto stanje), preko katerega posameznik spozna 'ne-dvojnost bitja', tj. hkrati najvišjo točko zavednosti in temeljno, absolutno resničnost.
Prav koncept ne-dvojnosti, ki ga Gaudapada predstavi, je temelj Advaita Vedānte, tj. Vedānte ne-dvojnosti. Stanje Turiya oseba lahko doseže le skozi posebne meditacije in uporabo manter. Gaudapada doseganje različnih ravni poveže s svetim zlogom Om – glas 'a' naj bi vodil k stanju Visva, 'u' k stanju Taijasa, 'm' pa k stanju Prajna. Turiya nima jasne fonetične povezave z zlogom Om, vendar pa se skozi njega odraža. Odsotnost povezave med Turiyo in zlogom je razložena z nezmožnostjo opisa Ātmana, saj je ta zunaj dosega vsakdanje zaznave in razuma.

#### 2. Vaitathya-Prakarana (38 verzov)
Drugo poglavje Vaitathya-Prakarana ali poglavje o neresničnosti obravnava razliko med zaznavanjem v sanjah in v stanju budnosti. Gaudapada pravi, da objekti v sanjah ne morejo biti resnični, imajo namreč določene prostorske dimenzije, ki fizično ne morejo obstajati v posameznikovi glavi.
Hkrati pa sklepa tudi naslednje: oseba, ki v sanjah ne dvomi v resničnost objektov in situacij, se v budnem stanju zaveda njihove neresničnosti. Po temu vzorcu nadaljuje s sklepom, da tudi v budnem stanju ne uvidimo resnice, saj nismo zares 'prebujeni'.
V tem poglavju se dotakne tudi vprašanja o vzroku in posledici (velja za splošno načelo) ter kot edino teorijo o omenjenem problemu opredeli teorijo o pomanjkanju izvora (teorija ajati), t. j. da izvora ni. S to teorijo s sistematičnim razmišljanjem pridemo do zaključka, da sta tako stvaritev tega sveta kot tudi naša univerzalna sedanjost iluzorni. Gaudapada na vprašanje, kaj je resnično, odgovori z Ātmanom, vse drugo pa označi za neresnično. To podpira tudi dejstvo, da se zunanji objekti vedno spreminjajo.
Gaudapada Mayo (kozmična iluzija) velja za tančico, ki prekriva višjo realnost, vendar je (realnosti) ne zanika. Tudi Šankara je Mayo razumel kot prekrivanje Ātmana.

#### 3. Advaita-Prakarana (48 verzov)
V tretjem poglavju Gaudapada predstavi analogijo vesolja v kozarcih. Če je bitje vesolje, so posamezni delci bitja (posamezne duše) vesolje v kozarcih. S tem poveže vsa bitja ter tudi zavrne vsako obliko čaščenja rojstva Brahmana-Ātmana, saj bi le to pomenilo edinstvenost duše vsakega posameznika ter končnost Brahmana-Ātmana.
Gaudapada prizna, da se v nekaterih Upanišadah omenja razliko med individualnim Ātmanom in Brahmanom, vendar pa se zavzame za mnenje, da razlik med individualnimi Ātmani ni, kakor jih ni tudi med Brahmanom in Ātmanom. Ker sta Ātman in Brahman identična, Brahman tudi ne more biti izvor duše. Poudari, da je ne-dvojnost najvišja oblika resničnosti.
Višjo stopnjo zavednosti Brahmana naj bi se dalo doseči skozi različne metode – skozi globoko samorefleksijo, razumevanje, opuščanje užitkov … Skozi te tehnike posameznik doseže stanje notranjega miru.

#### 4. Alatasanti-Prakarana (100 verzov)
V zadnjem poglavju Gaudapada izrazi spoštovanje do določenih mojstrov tehnik spoznavanja najvišje stopnje zavednosti Brahmana. Obravnava tudi teorijo Samkhya šole hinduizma, ter budistično teorijo Ajativade. Sklene tudi, da je samo miselna zavednost (Vijñāna) resnična, saj je edina, ki je neminljiva. Sočasno koncept vzroka in posledice ne obstaja, saj vse konstruiramo v našem stanju zavednosti.
Gaudapada ponovi tudi že prej navedene razmisleke o štirih stanjih bitja, ponovno pa poudari pomen nestalnosti in brezizvornosti bitja. Predstavi tudi tri stopnje razumevanja Karik: Laukika, Shuddha laukika ter Lokottara, preko katerih dosežemo spoznanje o neresničnosti objektov in zaznav. Prav tako prizna, da se budisti zavedajo pomena ne-dvojnosti, vendar da Buda nikoli ni omenil ne bitja ne Dharme.
Gaudapada ponovno omeni četrto stopnjo bitja, ki jo v tem poglavju predstavi kot ne-dvojno, brez ločnic med vsakim predhodnim stanjem. Zavednost na četrti stopnji zavzame energijo, ki je posledica notranje napetosti, vendar pa samo stanje predstavlja umirjanje turbulentnih valov vsakdanjega življenja.

#### Vplivi budizma
Kljub jasnim razlikam med doktrino vedānte in budizma, so nekateri strokovnjaki mnenja, da je v Kariki jasen vpliv budizma na Gaudapado. Zaradi vsebinskih razlik med prvimi tremi poglavji ter zadnjim poglavjem, v katerem je omenjen tudi Buda, celo obstajajo domneve, da četrtega poglavja ni ustvaril Gaudapada.
Šankara, ki je pozneje Kariko Gaudapade obravnaval, je nekatere budistične konotacije v besedilu obšel npr. z uporabo nezaznamovanih sopomenk, vendar samega pomena dela ni spreminjal.
Dandanes velja, da je na Gaudapado jasno vplival budizem, vendar pa sam ni bil budist, temveč eden izmed začetnih filozofov Vedānte.

### Druga dela
Gaudapada je citiran kot avtor številnih drugih del, vendar je dokazov, ki bi njegovo avtorstvo podkrepili, malo. Pripisana so mu dela:
- bhāṣya (komentar, razprava) dela Uttara Gita,
- bhāṣya dela Brihadaranyaka Upanishad,
- bhāṣya dela Nrisimha Tapaniya Upanishad,
- bhāṣya dela Anugita,
- Durga Saptashati Tika — bhāṣya dela Devi Mahatmya,
- Sri Vidyaranya Sutra,
- Subhagodaya Stuti.

Gaudapada je priznan tudi kot avtor bhāṣye dela Sāṁkhyakārikā avtorja Iśvarakṛṣṇa. Po mnenju Karla Potterja je naivna narava te razprave v kontrastu z globino refleksije v Māṇḍukya Kārikā, zato je malo verjetno, da gre za delo Gaudapade.
V tem trenutku njegova literatura ni dostopna v slovenskem jeziku.

## Shri Gaudapadacharya Math
Shri Gaudapadacharya Math, poznana tudi kot Kavaḷē maṭha, je najstarejša matha (hindujski samostan) Saraswat brahmanov v Južni Indiji. Po prepričanju nekaterih je bil njen ustanovitelj Gaudapada.